# Саманідська держава

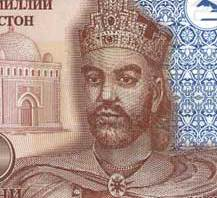
Зображення Ісмаїла Самані на банкноті Таджикистану

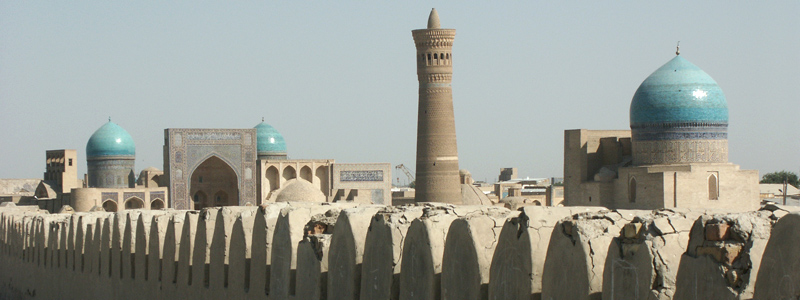
Панорама середньовічної Бухари

34° пн. ш. 66° сх. д. / 34° пн. ш. 66° сх. д.
Самані́дська держа́ва — феодальна держава, що існувала в Середній Азії в 819-999.
Правлячою династією були Саманіди. Столиця держави — Бухара.
Саманідська держава утворилася після розпаду арабського халіфату. Її засновником вважається Ісмаїл Самані (849—907).
У 1-й половині Х століття в період економічного та культурного розквіту Саманідська держава включала Мавераннахр, Хорасан, Північний і Східний Іран. Ряд державних утворень — Хорезм, Решт, Газні та інші — перебували в васальній залежності від Саманідів.
Внутрішня політика держави спрямовувалася на зміцнення центральної влади, створення сильного війська. Переважала державна власність на землю і зрошувальну систему. 
Найважливішими містами Саманідської держави були Бухара, Самарканд, Мерв, Газні та інші. Значного розвитку набули ремесла, а також торгівля з Київською Руссю, Сирією, Візантією, Китаєм та іншими країнами. У багатьох містах виникли мусульманські школи — медресе. Своєю бібліотекою уславилася Бухара. При дворі Саманідів творили Рудакі, Фарабі. Розвивалися архітектура й будівництво. 
Феодальне гноблення в Державі Саманідів було причиною ряду народних виступів — 913, 930, 944 років та інші.
Зростання феодальної роздробленості призвело до розпаду в кінці Х століття. Саманідська держава припинила своє існування за Мансура II (997—999), після здобуття (999) Бухари Караханідами.

## Джерело
- Саманідів держава // Українська радянська енциклопедія : у 12 т. / гол. ред. М. П. Бажан ; редкол.: О. К. Антонов та ін. — 2-ге вид. — К. : Головна редакція УРЕ, 1983. — Т. 10 : Салют — Стоговіз. — 543, [1] с., [36] арк. іл. : іл., табл., портр., карти + 1 арк с., стор. 8